# Impuesto sobre Construcciones, Instalaciones y Obras
El Impuesto sobre Construcciones, Instalaciones y Obras es un tributo de carácter local que, junto al Impuesto sobre el Valor de los Terrenos de Naturaleza Urbana, forman el grupo de impuestos potestativos que prevé la Ley de Haciendas Locales. Este carácter facultativo en cuanto a su establecimiento, supone que los entes municipales han de regular mediante Ordenanza Fiscal, los diferentes aspectos del tributo para considerarlo establecido y exigible. 
Se trata de un tributo de naturaleza indirecta (hacer mención que esta  definición legal que figura en la Ley,  pudiera considerar incorrecta, ya que solo puede ser directo o indirecto un "impuesto",toda vez que el epígrafe "Tributos" incluye otros ingresos de derecho público como las Tasas o las Contribuciones Especiales) , cuyo objeto de gravamen es la manifestación de riqueza que se evidencia cuando se realiza cualquier construcción, instalación u obra que requiera la oportuna licencia municipal. Así, no toda construcción, instalación u obra está sujeta, sino únicamente las que exijan la obtención de licencia, ya sea de obras o urbanística. 

## Hecho imponible
El hecho imponible precisa la concurrencia acumulativa de los siguientes requisitos: 
- La realización de una construcción instalación u obra.
- la obra debe estar sometida a licencia urbanística o de obra.
- la expedición de la licencia debe ser competencia del Ayuntamiento impositor.
- la obra se debe realizar en el término municipal.

## Exención
Se considera exenta la realización de cualquier construcción, instalación u obra de la que sea dueño el Estado, las comunidades autónomas o las entidades locales, que se destinen directamente a carreteras, ferrocarriles, puertos, aeropuertos, obras hidráulicas, saneamiento de poblaciones y de sus aguas residuales, tanto si se trata de obras de inversión nueva como de conservación.

## Sujeto pasivo
Son sujetos pasivos de este impuesto, a título de contribuyente, las personas físicas o jurídicas y las entidades sin personalidad jurídica (sociedades civiles, herencias yacentes, comunidades de bienes y demás entidades que constituyan una unidad económica o un patrimonio separado susceptible de imposición), que sean dueños de la construcción, instalación u obra, sean o no propietarios del inmueble sobre el que se realicen estas. 
Tendrán la condición de dueños de las obras, las personas que financien la construcción, instalación u obra, 
El sustituto es una figura independiente y distinta del contribuyente. En el supuesto de que la construcción, instalación u obra no sea realizada por el sujeto pasivo contribuyente tendrá la consideración de sujeto pasivo sustituto del mismo:
- Quien solicita la licencia
- Quién realiza la construcción, instalación u obra.

## Base imponible
La base imponible en el impuesto está constituida por el coste real y efectivo de la construcción, instalación u obra, y se entiende por tal, a estos efectos el coste de ejecución material de misma. 

## Cuota tributaria
Para obtener la cuota tributaria, a la base imponible se le aplica el tipo impositivo y el resultado obtenido es la cuota. 
En relación con el tipo impositivo, la Corporación municipal lo ha de establecer en la Ordenanza correspondiente, sin que dicho tipo pueda exceder del 4%, ni ser inferior al 2%.

## Devengo
El devengo del tributo, ha de producirse al inicio de las obras, construcciones o instalaciones sujetas a gravamen. No obstante en ese momento no se ha producido la totalidad del hecho imponible que implica la actividad de construir y, además, tampoco se conoce con exactitud del coste de la obra. Esta cuestión supone la necesidad de realizar una liquidación provisional al inicio de la obra y una definitiva a su final 